# Dukat Moskwa
Dukat Moskwa (ros. Футбольный клуб «Дукат» Москва, Futbolnyj Kłub "Dukat" Moskwa) – rosyjski klub piłkarski z siedzibą w Moskwie.

## Historia
Chronologia nazw:
- 1926—19??: Dukat Moskwa (ros. «Дукат» Москва)

Piłkarska drużyna Dukat została założona w 1926 roku i reprezentowała fabrykę tytoniu "Dukat". Wiosną 1931 zespół startował w mistrzostwach dzielnicy Krasnopresnenskiej, a jesienią debiutował w drugiej grupie mistrzostw Moskwy. W latach 1932–1933 zespół grał w grupie najsilniejszych, a od 1934 roku stopniowo spada w hierarchii największych moskiewskich klubów.
Historia klubu jest ściśle związana ze słynnym klubem piłkarskim Spartak Moskwa. Oba kluby Dukat i Promkooperacja (jak to wtedy nazywał się Spartak) należały do Związku Pracowników Żywności, i jest to możliwe, że transfer zawodników pomiędzy drużynaami nosił charakter scentralizowany. W kwietniu 1932 wszyscy czołowi zawodnicy Promkooperacji przenieśli się do Dukatu. Do Piotra Isakowa, Iwana Filippowa, Siergieja Jegorowa, Litwejki, Siergieja Suchodajewa, którzy rok wcześniej przeszły do zespołu fabryki tytoniu, dołączyły braci Aleksandr, Andriej, Nikołaj i Piotr Starostiny, Aleksandr Polakow, Stanisław Leuta, Piotr Popow, Gawriił Putilin, Wasilij Czernow i inne.

## Sukcesy
- wicemistrz Moskwy: 1933, jesień